# Mordellistena parapentas
Mordellistena parapentas es una especie de coleóptero de la familia Mordellidae.

## Distribución geográfica
Habita únicamente en Italia.